# Elihu
Elihu  è un nome proprio di persona ebraico e inglese maschile.

## Origine e diffusione
Deriva dall'ebraico אֶלִיהוּא (Elihu), il cui significato può essere interpretato come "Egli è il mio Dio", "Egli è Dio" o "Dio è lui".
Nome di tradizione biblica, viene portato da almeno sei personaggi dell'Antico Testamento (il cui nome è reso in alcune versioni italiane della Bibbia nella forma "Eliu"), fra cui spicca un amico di Giobbe; è usato anche in inglese, anche se ad oggi è perlopiù considerato arcaico.

## Onomastico
Il nome è adespota, cioè non è portato da alcun santo, quindi l'onomastico ricade il 1º novembre, giorno di Ognissanti.

## Persone
- Elihu Root, politico statunitense

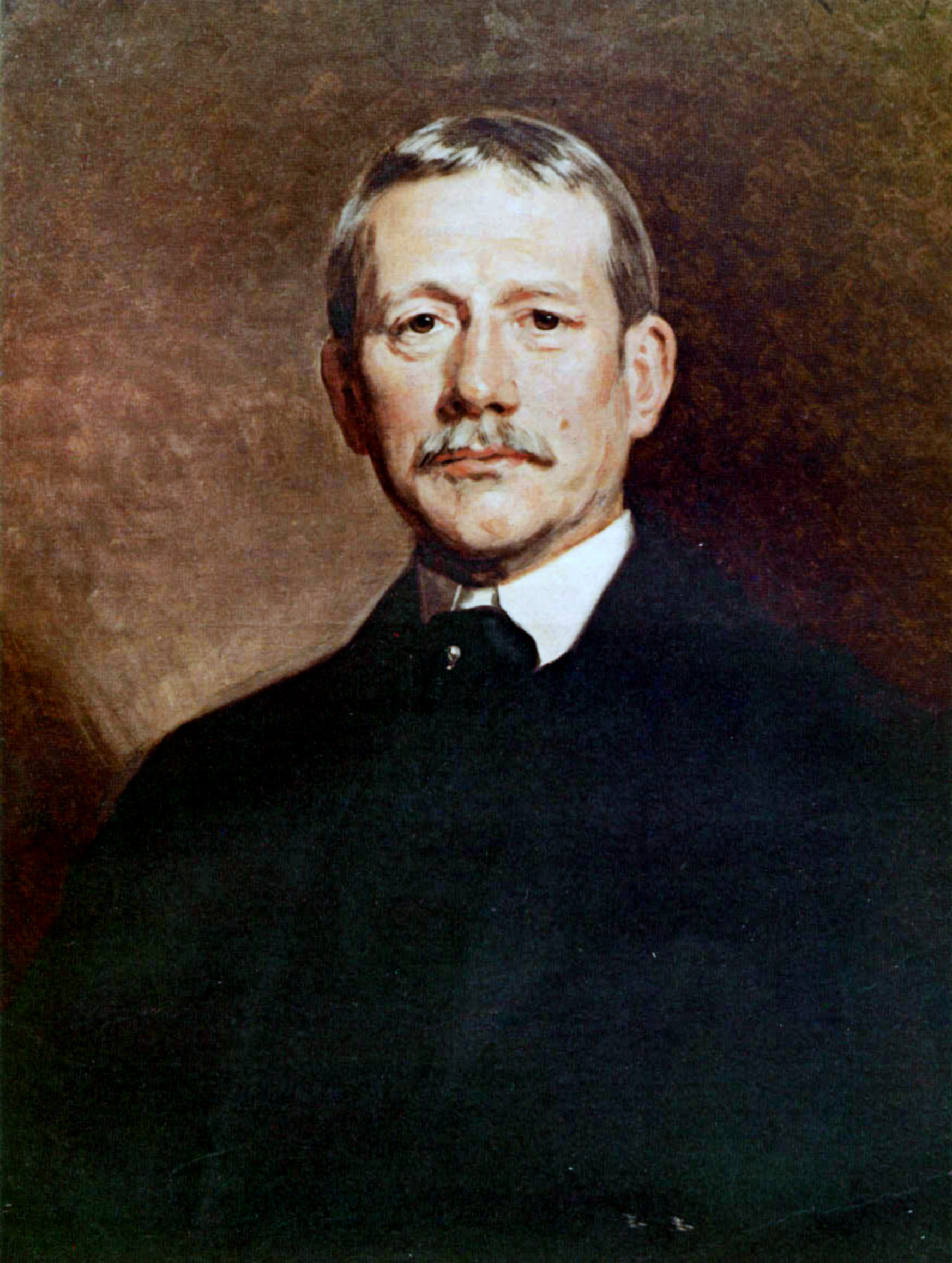
Elihu Root

- Elihu Thomson, ingegnere e inventore statunitense
- Elihu Vedder, pittore, poeta e illustratore statunitense
- Elihu Benjamin Washburne, politico statunitense
- Elihu Yale, primo benefattore dell'Università di Yale